# Jacinto Quincoces
Jacinto Francisco Fernández de Quincoces y López de Arbina (Barakaldo, 1905. július 17. – Valencia, 1997. május 10.) spanyol labdarúgóhátvéd, edző, a Valenciai Pelota Szövetség korábbi elnöke.